# Luf
Luf (arab. لوف) – miejscowość w Syrii, w muhafazie Idlib. W 2004 roku liczyła 1539 mieszkańców.